# Nizam al-Din Ahmad ibn Muhammad Mukim al-Harawi
Nizam al-Din Ahmad ibn Muhammad Mukim al-Harawi (? - 1594) fou un historiador persa. Fou l'autor de la Tabakat-i Akbarshahi. La seva obra, basada en 27 fonts que ell mateix esmenta, és considerada cabdal per la història de l'Índia, des de les campanyes de Sebüktigin del 977 a 997 fins al 37è any del regnat d'Akbar (1593). Tabakat-i Akbarshahi fou la primera història general de l'Índia i està dividida en diverses partes (gaznèvides, sultans de Delhi, sobirans del Dècan amb les dinasties bahmànides, nizamshàhides, adilshàhides i kutubxàhides, sobirans de Gujarat, sobirans de Malwa, sobirans de Bengala, xàrquides de Jaunpur, sobirans de Caixmir, història del Sind i història de Multan.